# 鄭成龍
鄭 成龍（チョン・ソンリョン；朝: 정성룡、1985年1月4日 - ）は、大韓民国・京畿道城南市出身のプロサッカー選手。Jリーグ・川崎フロンターレ所属。ポジションはゴールキーパー（GK）。元韓国代表。

## クラブ経歴

### プロ入り前
京畿道城南市で生まれる。小学5年生のときにサッカーを始め、中学2年生でゴールキーパーに転向する。高校は済州島にある西帰浦高校に進学。

### クラブ経歴
2003年にKリーグ・浦項スティーラースに入団。最初の3年間はチームに韓国代表の金秉址がいたため公式戦出場はなかったが、金秉址が移籍した2006年からは出場機会を得て、申和容とポジションを争うようになった。浦項がリーグ優勝した2007年シーズン、鄭成龍は代表での活動や負傷もあり出場数は多くなかったが、プレーオフでは5試合すべてにフル出場した。2008年に城南一和天馬（現：城南FC）に移籍。兵役でチームを離れた金龍大の後釜として加入し 正GKとして安定したプレーを続けた。移籍3年目の2010年にはAFCチャンピオンズリーグに優勝した。
2011年に水原三星ブルーウィングスへ完全移籍。ここでも正GKの座を守り5年間プレーしACLにも3度出場した。
2016年よりJリーグ・川崎フロンターレに完全移籍。同クラブにとっては初の韓国代表選手となる。加入1年目からレギュラーとして出場した。
2017年、守護神としてポジションを確立すると、シーズンを通して安定したパフォーマンスを発揮しクラブ初のリーグ優勝に貢献。
2018年もレギュラーとして出場し2年連続のリーグ優勝に貢献、自身もJリーグベストイレブンに初選出された。
2019年4月14日のサガン鳥栖戦でリーグ通算100試合出場を達成した。夏頃からパフォーマンスの低下により、新井章太にポジションを奪われ控えに回った。その後、第33節の横浜F・マリノス戦で久々のスタメン出場を果たすも、チームは1-4で敗れた。
2020年は新井の移籍に伴い、ポジションを再確保すると、ハイパフォーマンスを披露。来日後初となる、リーグ戦全試合フル出場を果たし、自身2度目となるJリーグベストイレブンに選出された。
2023年、上福元直人が加入し、9節からの10試合は上福元が先発で起用されたが、その後はレギュラーに返り咲いた。同年の天皇杯決勝の柏レイソルとの対戦では、細谷真大との1対1の場面を好セーブで防ぐと、PK戦において、10人目のキッカーとしてPKを成功させ、柏の松本健太のPKをセーブし、優勝に貢献した。

## 代表経歴
2006年に初招集されたものの、当時は正GKの李雲在だけでなく、金龍大、金永光といった実績のあるメンバーがいたためベンチにすら入れない機会が続いた。
しかし2007年末に李がトラブルを起こし、2年間の代表出場停止処分となったため、2008年1月30日のチリ戦で代表デビューを飾る。その後も2010年FIFAワールドカップのアジア地区予選7試合に出場し3失点に抑えた。同年の北京オリンピック代表にも選ばれ全3試合に出場したが、1勝1敗1分けの3位で決勝トーナメント進出はならなかった。
李の復帰後はベンチに入る機会が多かったことから、本大会でもベンチに入ることが確実視された。しかし、李の不調や鄭成龍が瞬発力と空中戦に強さがあることから、本大会では正GKに抜擢され、全4試合に出場。決勝トーナメント進出を果たした。李は大会後に代表を引退し、その後は鄭成龍が正GKとして定着している。
2012年のロンドンオリンピックにもオーバーエイジ枠として選ばれ、グループリーグでは全試合に出場、1失点に抑え1勝2分けの2位で決勝トーナメントに進出、準々決勝では地元・イギリス相手に1-1の場面で勝ち越しを許すピンチの場面でアーロン・ラムジーのPKをセーブ、その後自身は後半途中に負傷し、李範永と交代、その後PK戦にもつれ込んだが、李が5人目のダニエル・スタリッジのシュートを横っ飛びでセーブし、韓国は初の準決勝に進出した。準決勝のブラジル戦では負傷の関係もあってベンチだったものの、3位決定戦での日本戦では再びスタメンに復帰、無失点に抑え、アジア勢では1968年メキシコシティーオリンピックでの日本と並ぶ、韓国史上初となる銅メダルを獲得した。
この活躍により、オリンピック韓国代表の監督を務め、2014 FIFAワールドカップ出場決定後に崔康熙の後任として、代表監督に就任した洪明甫の信頼を掴み、2013年頃からリーグ戦での不調や安定感を欠く場面が見られたが、2014 FIFAワールドカップ本大会でも正GKの座を勝ち取った。
しかし、初戦のロシア戦では1点リードを守り切れず、勝ち点3を逃すと、第2戦のアルジェリア戦では自身の判断ミスもあり、4失点で敗戦、最終戦のベルギー戦ではKリーグで最高の防御率0点台を記録した金承奎にスタメンの座を譲った。韓国はベルギーにも敗れ、1分け2敗の勝ち点1の最下位に終わり、2大会ぶりの1次リーグ敗退、未勝利での敗退は1998 FIFAワールドカップ以来16年ぶりの出来事であった。
W杯終了後は代表から遠ざかっていたが、2016年9月に行われるロシアW杯最終予選中国代表、シリア代表戦のメンバーに選出された。中国との試合に先発出場を果たしたが、シリアとの試合では控えとなり、その試合以降は代表に選出されていない。

## エピソード
- 2008年7月27日、北京オリンピック代表でのコートジボワールとの親善試合で、自陣からのロングキックがそのまま相手ゴールに入った。
- 私生活においては、2008年に結婚。妻は2006年度のミス・コリア。南アフリカワールドカップ中の6月18日に長男が産まれた。そのこともあって大会中、チームがゴールを決めると、「ゆりかご」のダンスをした。
- 2017年には川崎フロンターレの副キャプテンを務めた。
- 2018年度JリーグAWARDS表彰式の壇上で、「憧れの選手は川口能活」と答え、会場を沸かせた。

## 個人成績
| 国内大会個人成績 | 国内大会個人成績 | 国内大会個人成績 | 国内大会個人成績     | 国内大会個人成績 | 国内大会個人成績 | 国内大会個人成績 | 国内大会個人成績 | 国内大会個人成績 | 国内大会個人成績 | 国内大会個人成績 | 国内大会個人成績 |
| 年度             | クラブ           | 背番号           | リーグ               | リーグ戦         | リーグ戦         | リーグ杯         | リーグ杯         | オープン杯       | オープン杯       | 期間通算         | 期間通算         |
| 年度             | クラブ           | 背番号           | リーグ               | 出場             | 得点             | 出場             | 得点             | 出場             | 得点             | 出場             | 得点             |
| 韓国             | 韓国             | 韓国             | 韓国                 | リーグ戦         | リーグ戦         | リーグ杯         | リーグ杯         | FA杯             | FA杯             | 期間通算         | 期間通算         |
| ---------------- | ---------------- | ---------------- | -------------------- | ---------------- | ---------------- | ---------------- | ---------------- | ---------------- | ---------------- | ---------------- | ---------------- |
| 2003             | 浦項             |                  | Kリーグ/ Kクラシック | 0                | 0                | -                | -                | 0                | 0                | 0                | 0                |
| 2004             | 浦項             |                  | Kリーグ/ Kクラシック | 0                | 0                | 0                | 0                | 0                | 0                | 0                | 0                |
| 2005             | 浦項             |                  | Kリーグ/ Kクラシック | 0                | 0                | 0                | 0                | 0                | 0                | 0                | 0                |
| 2006             | 浦項             |                  | Kリーグ/ Kクラシック | 15               | 0                | 11               | 0                | 1                | 0                | 27               | 0                |
| 2007             | 浦項             | 31               | Kリーグ/ Kクラシック | 14               | 0                | 2                | 0                | 3                | 0                | 19               | 0                |
| 2008             | 城南一和         | 30               | Kリーグ/ Kクラシック | 27               | 0                | 7                | 0                | 2                | 0                | 36               | 0                |
| 2009             | 城南一和         | 1                | Kリーグ/ Kクラシック | 29               | 0                | 7                | 0                | 1                | 0                | 37               | 0                |
| 2010             | 城南一和         | 1                | Kリーグ/ Kクラシック | 30               | 0                | 0                | 0                | 3                | 0                | 33               | 0                |
| 2011             | 水原三星         | 1                | Kリーグ/ Kクラシック | 30               | 0                | 1                | 0                | 5                | 0                | 36               | 0                |
| 2012             | 水原三星         | 1                | Kリーグ/ Kクラシック | 33               | 0                | -                | -                | 2                | 0                | 35               | 0                |
| 2013             | 水原三星         | 1                | Kリーグ/ Kクラシック | 38               | 0                | -                | -                | 2                | 0                | 40               | 0                |
| 2014             | 水原三星         | 1                | Kリーグ/ Kクラシック | 38               | 0                | -                | -                | 1                | 0                | 39               | 0                |
| 2015             | 水原三星         | 1                | Kリーグ/ Kクラシック | 22               | 0                | -                | -                | 1                | 0                | 23               | 0                |
| 日本             | 日本             | 日本             | 日本                 | リーグ戦         | リーグ戦         | リーグ杯         | リーグ杯         | 天皇杯           | 天皇杯           | 期間通算         | 期間通算         |
| 2016             | 川崎             | 1                | J1                   | 29               | 0                | 2                | 0                | 4                | 0                | 35               | 0                |
| 2017             | 川崎             | 1                | J1                   | 33               | 0                | 4                | 0                | 0                | 0                | 37               | 0                |
| 2018             | 川崎             | 1                | J1                   | 31               | 0                | 0                | 0                | 2                | 0                | 33               | 0                |
| 2019             | 川崎             | 1                | J1                   | 27               | 0                | 0                | 0                | 1                | 0                | 28               | 0                |
| 2020             | 川崎             | 1                | J1                   | 34               | 0                | 4                | 0                | 2                | 0                | 40               | 0                |
| 2021             | 川崎             | 1                | J1                   | 33               | 0                | 2                | 0                | 5                | 0                | 40               | 0                |
| 2022             | 川崎             | 1                | J1                   | 31               | 0                | 2                | 0                | 1                | 0                | 34               | 0                |
| 2023             | 川崎             | 1                | J1                   | 22               | 0                | 1                | 0                | 5                | 0                | 28               | 0                |
| 2024             | 川崎             | 1                | J1                   | 29               | 0                | 2                | 0                | 1                | 0                | 32               | 0                |
| 通算             | 韓国             | 韓国             | Kクラシック          | 265              | 0                | 28               | 0                | 21               | 0                | 314              | 0                |
| 通算             | 日本             | 日本             | J1                   | 269              | 0                | 17               | 0                | 21               | 0                | 307              | 0                |
| 総通算           | 総通算           | 総通算           | 総通算               | 534              | 0                | 45               | 0                | 42               | 0                | 621              | 0                |

その他の公式戦
- 2016年
  - Jリーグチャンピオンシップ：1試合0得点
- 2018年
  - FUJI XEROX SUPER CUP：1試合0得点
- 2019年
  - FUJI XEROX SUPER CUP：1試合0得点
- 2021年
  - FUJI XEROX SUPER CUP：1試合0得点

| 国際大会個人成績 | 国際大会個人成績 | 国際大会個人成績 | 国際大会個人成績 | 国際大会個人成績 | FIFA      | FIFA      |
| 年度             | クラブ           | 背番号           | 出場             | 得点             | 出場      | 得点      |
| AFC              | AFC              | AFC              | ACL              | ACL              | クラブW杯 | クラブW杯 |
| ---------------- | ---------------- | ---------------- | ---------------- | ---------------- | --------- | --------- |
| 2010             | 城南一和         | 1                | 11               | 0                | 3         | 0         |
| 2011             | 水原三星         | 1                | 10               | 0                | -         | -         |
| 2013             | 水原三星         | 1                | 5                | 0                | -         | -         |
| 2015             | 水原三星         | 1                | 3                | 0                | -         | -         |
| 2017             | 川崎             | 1                | 9                | 0                | -         | -         |
| 2018             | 川崎             | 1                | 4                | 0                | -         | -         |
| 2019             | 川崎             | 1                | 6                | 0                | -         | -         |
| 2021             | 川崎             | 1                | 6                | 0                | -         | -         |
| 2022             | 川崎             | 1                | 6                | 0                | -         | -         |
| 2023-24          | 川崎             | 1                | 5                | 0                | -         | -         |
| 通算             | AFC              | AFC              | 65               | 0                | 3         | 0         |

- Jリーグ初出場 - 2016年2月27日 J1 1st第1節・サンフレッチェ広島戦（エディオンスタジアム広島）

## 代表歴

### 出場大会
- U-23韓国代表
  - 2008年  北京オリンピック
  - 2012年 ロンドンオリンピック韓国代表 (オーバーエイジ)
- 韓国代表
  - 2010年・2014年 FIFAワールドカップ韓国代表
  - 2007年・2011年・2015年 AFCアジアカップ韓国代表

### 試合数
- 国際Aマッチ 68試合（2008年-2018年）[10]

| 韓国代表 | 国際Aマッチ | 国際Aマッチ |
| 年       | 出場        | 得点        |
| -------- | ----------- | ----------- |
| 2008     | 12          | 0           |
| 2009     | 0           | 0           |
| 2010     | 12          | 0           |
| 2011     | 17          | 0           |
| 2012     | 5           | 0           |
| 2013     | 12          | 0           |
| 2014     | 7           | 0           |
| 2015     | 1           | 0           |
| 2016     | 2           | 0           |
| 通算     | 68          | 0           |

## タイトル

### クラブ
浦項スティーラース
- Kリーグ：1回（2007年）

城南一和天馬
- AFCチャンピオンズリーグ：1回（2010年）

川崎フロンターレ
- J1リーグ ：4回（2017年、2018年 、2020年、2021年）
- Jリーグカップ：1回（2019年）
- FUJI XEROX SUPER CUP：2回（2019年、2021年）
- 天皇杯 JFA 全日本サッカー選手権大会：2回（2020年、2023年）

### 個人
- Jリーグベストイレブン：2回（2018年、2020年）
- Jリーグ優秀選手：2回 (2018年、2020年)